# Nervosa
Nervosa – brazylijski zespół muzyczny, grający thrash metal. Został założony w roku 2010 w São Paulo.

## Muzycy
| Obecny skład zespołu - Fernanda Lira - gitara basowa, śpiew (od 2011) - Prika Amaral - gitara elektryczna (od 2010) - Luana Dametto - perkusja (od 2017) |  | Byli członkowie zespołu - Fernanda Terra - perkusja (2010-2012) - Karen Ramos - gitara elektryczna (2010-2012) - Jully Lee - perkusja (2012-2013) - Pitchu Ferraz - perkusja (2013-2016) |  | Muzycy koncertowi - Samantha Landa - perkusja (2016) - Luana Dametto - perkusja (2016) - Amílcar Christófaro - perkusja (2012, 2014) - Aira Deathstorm - perkusja (2016) |

## Dyskografia
Albumy
| Tytuł               | Dane dot. albumu                                 |
| ------------------- | ------------------------------------------------ |
| Victim of Yourself  | - Data: 11 marca 2014 - Wydawca: Napalm Records  |
| Agony               | - Data: 4 czerwca 2016 - Wydawca: Napalm Records |
| Downfall of Mankind | - Data: 1 czerwca 2018 - Wydawca: Napalm Records |

Minialbumy
| Tytuł         | Dane dot. albumu                                   |
| ------------- | -------------------------------------------------- |
| Time of Death | - Data: 21 września 2012 - Wydawca: Napalm Records |

## Teledyski
| Tytuł             | Rok  | Reżyseria | Album              | Źródło |
| ----------------- | ---- | --------- | ------------------ | ------ |
| "Masked Betrayer" | 2012 | –         | Time of Death      | [ 5 ]  |
| "Death"           | 2014 | –         | Victim of Yourself | [ 6 ]  |
| "Into Moshpit"    | 2015 | –         | Victim of Yourself | [ 7 ]  |
| "Hostages"        | 2016 | Luringa   | Agony              | [ 8 ]  |